# Leucopis impunctata
Leucopis impunctata är en tvåvingeart som beskrevs av Roser 1840. Leucopis impunctata ingår i släktet Leucopis och familjen markflugor. Arten har ej påträffats i Sverige. Inga underarter finns listade i Catalogue of Life.